# Йоахім Альбрехт Еггелінг
Йоахім Альбрехт Лео Еггелінг (нім. Joachim Albrecht Leo Eggeling; 30 листопада 1884, Бланкенбург — 15 квітня 1945, Галле) — партійний діяч НСДАП, обергруппенфюрер СС (21 червня 1943), гауляйтер Галле-Мерзебурга, обер-президент провінції Галле-Мерзебург.

## Біографія
Йоахім Альбрехт Еггелінг народився 30 листопада 1884 року в Бланкенбурзі в сім'ї фермера. До 1898 роки відвідував школу і гімназію в рідному місті. У 1904 році закінчив кадетський корпус в Берліні-Ліхтерфельді. З 10 березня 1904 року розпочав службу лейтенантом в 10-му єгерському батальйоні. Учасник Першої світової війни. У 1915 році він був підвищений до гауптмана і командував різними підрозділами. 
У жовтні 1919 року був демобілізований з армії, працював агрономом і сільськогосподарським інспектором, навчався у сільськогосподарському коледжі в Галле. З листопада 1922 року сільськогосподарський керівник в Фрозі. 29 липня 1925 року вступив у НСДАП (квиток № 11 579). З 1926 року — уповноважений гауляйтера з питань сільського господарства. У 1930 році сформував аграрно-політичний апарат в гау Магдебург-Ангальт. З жовтня 1932 року — керівник сільськогосподарської політики НСДАП в Середній Німеччині-Бранденбурзі. З 13 травня 1933 року — державний радник Ангальта.
З червня 1933 року — керівник селян і сільського господарства в Саксонії і Ангальті. У листопаді 1933 року обраний депутатом рейхстагу від Магдебурга. У листопаді 1935 року після смерті Вільгельма Лепера був призначений керівником гау Магдебург-Ангальт в ранзі заступника гауляйтера. У лютому 1936 року залишив посаду керівника селян і сільського господарства в Саксонії і Ангальті. 9 червня 1936 року як почесний фюрер був прийнятий в СС (квиток № 186 515) і отримав звання бригадефюрера СС.
20 квітня 1937 року призначений гауляйтером Галле-Мерзебурга, прусським державним радником і отримав звання группенфюрера СС. Одночасно, з 22 вересня 1939 року — імперський комісар оборони 4-го військового округу. З 16 листопада 1942 року — імперський комісар оборони Галле-Мерзебурга. 18 серпня 1944 року призначений обер-президентом провінції Галле-Мерзебург. 9 листопада 1944 зарахований в Штаб рейхсфюрера СС.
3 березня 1945 року мав тривалу розмову з Йозефом Геббельсом і доповідав про свою стурбованість з приводу імперського керівництва, зокрема висловлювався проти Германа Герінга і висловлював здивування, «що фюрер ще не викинув його на смітник». 7 березня 1945 року американці після повітряних нальотів майже повністю зруйнували Дессау і стрімко просувалися до гау Еггелінга. У квітні розраховувати на підтримку регулярних частин вермахту він не міг, тримати оборону належало підрозділам Гітлер'югенду і ополченцям з фольксштурму.
11 квітня 1945 року на нараді у Мартіна Бормана описав тяжке становище в гау і 12 квітня запропонував обговорити мирну здачу з фюрером. 13 квітня отримав від Адольфа Гітлера наказ обороняти гау до останньої людини. 14 квітня американці підійшли до Галле. 15 квітня розпочався штурм міста. В ніч з 15 на 16 квітня у вежі замку Моріцбург прийняв отруту разом з крайсляйтером міста Карлом Юліусом Домгергеном. 21 квітня в новинах з Берліна повідомлялося, що Еггелінг загинув як герой, захищаючи столицю гау Галле.

## Нагороди
- Залізний хрест 2-го і 1-го класу
- Військовий Хрест Фрідріха-Августа (Ольденбург) 2-го і 1-го класу
- Хрест «За військові заслуги» (Австро-Угорщина) 3-го класу
- Нагрудний знак «За поранення» в чорному
- Золотий партійний знак НСДАП
- Почесний хрест ветерана війни з мечами
- Почесний кут старих бійців
- Кільце «Мертва голова» (1937)
- Почесна шпага рейхсфюрера СС (1 грудня 1937)
- Медаль «У пам'ять 13 березня 1938 року» (17 лютого 1939)
- Медаль «У пам'ять 1 жовтня 1938»
- Медаль «За вислугу років у НСДАП»
  - в бронзі та сріблі (15 років) (20 квітня 1940)
  - в золоті (25 років) (30 січня 1942)
- Хрест Воєнних заслуг
  - 2-го класу
  - 1-го класу (1 вересня 1941)